# 1976年太平洋颶風季
1976年太平洋颶風季是每年一度全球熱帶氣旋產生週期的一部分。東太平洋颶風季從1976年5月至1976年11月結束；而中太平洋颶風季從1976年6月開始，至1976年11月結束。本條目的範圍僅侷限於赤道以北及國際換日線以東的太平洋，於赤道以北及國際換日線以西的太平洋水域產生的風暴則被稱為颱風，並被列入1976年太平洋颱風季。在東太平洋產生的熱帶風暴是由美國國家颶風中心命名，而中太平洋產生的熱帶風暴則由聯合颱風警報中心命名，國際編號為xxE或xxC。